# Santuario de Nuestra Señora de El Henar
El santuario de Nuestra Señora del Henar, o simplemente El Henar, está ubicado en el municipio de Cuéllar, en la provincia de Segovia, España a cinco kilómetros de su casco urbano, si bien está más próximo al pueblo de Viloria del Henar, que pertenece a la provincia de Valladolid. De hecho, el límite entre las dos provincias se encuentra a poco más de un kilómetro del santuario.

## Ubicación
Se halla enclavado en una zona de rara belleza castellana: rodeado de verdes praderas y enormes chopos, inmerso en la comarca Tierra de Pinares.
Situado a medio camino entre las ciudades de Segovia (65 km) y Valladolid (45 km), es por su situación el límite de ambas provincias, y considerado propio de las dos, como el símbolo de un perpetuo y entrañable abrazo fraternal.

## Historia
En la Edad Media existió un poblado con el nombre de Santa María del Henar. De dicho poblado no quedan restos arqueológicos, pero si queda constancia documental de que en 1247 dicho poblado pagaba los tributos. Documentos de 1430 y 1580 afirman que la ermita de Santa María del Henar estaba en ruinas. Entre 1642 y 1644 se construyó el templo. El culto a la Virgen del Henar y el auge del santuario se deben a la figura del párroco de Cogeces del Monte, Valladolid, Don Juan Rodrigo, quien fue nombrado administrador del santuario en 1651, y aplicó a la imagen las leyendas del origen apóstólico y de la aparición milagrosa usuales en aquella época. El papa Gregorio XV concedió la celebración de la fiesta en 1621, llegando a su apogeo durante el siglo XVIII cuando se construyeron el camarín, el convento y se reformó el templo; enriqueciéndose éste con numerosas obras de arte. El siglo XIX supuso para el santuario un periodo de decandencia, trasladándose numerosas veces la imagen de la Virgen a la villa de Cuéllar. En 1905 se construyó la carretera que une la villa de Cuéllar con la Ermita y en 1924 se encargaron de la administración del santuario los carmelitas calzados o de la antigua observancia (O.Carm), que mantuvieron una comunidad en él hasta 2020. Desde su marcha en 2020, un sacerdote diocesano es el rector del Santuario. Durante unos meses, las Carmelitas Samaritanas del Sagrado Corazón de Jesús cuidaron de la ermita y convento, y desde 2023 se ha hecho cargo de su dirección y gestión el Instituto Secular Notre Dame de Vie. En 1958 la Virgen del Henar fue proclamada patrona de los resineros de España por el papa Pío XII y en 1972 se coronó canónicamente su imagen. Entre agosto de 2021 y septiembre de 2022, con ocasión del IV Centenario de la concesión pontificia de la fiesta de nuestra Señora del Henar, el Santuario celebró un Año Jubilar. 

## Virgen de El Henar

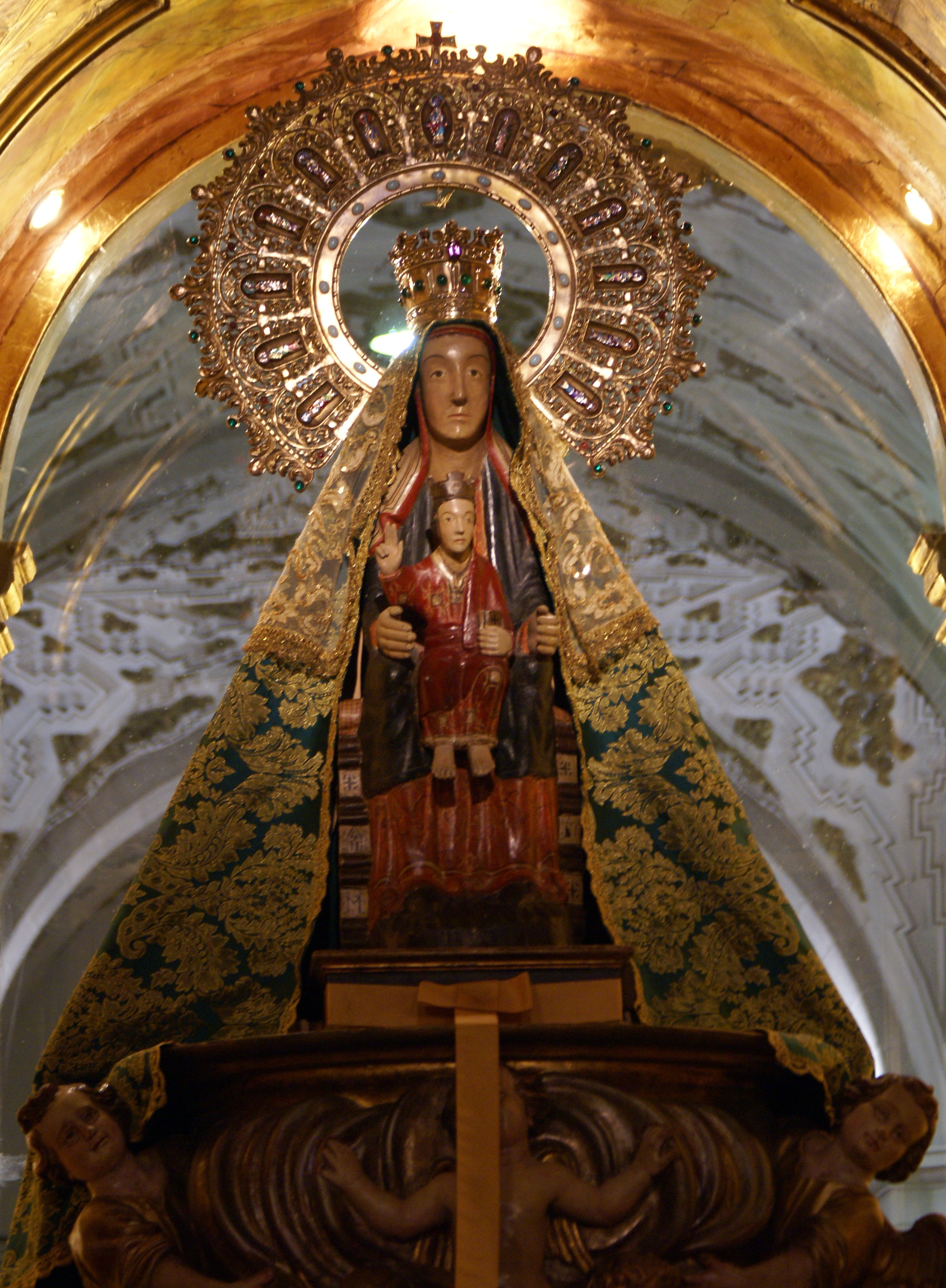
Imagen coronada de Nuestra Señora de El Henar

El santuario está dedicado a la Virgen del Henar, una imagen románica del siglo XII tallada en madera de nogal, con impronta bizantina que preside el altar mayor del templo. Está decorada con policromía azul y roja, y su rostro es más bien oscuro, por lo que fue apodada como “La Morenita”. En actitud sedente, su cuerpo forma un trono sobre el que se apoya el Hijo, de especial parecido con la madre y que muestra un estilo Pantocrátor.
Cuenta la leyenda que la imagen fue traída desde Antioquía en el año 71 d. C. por San Jeroteo, primer obispo de Segovia, siendo venerada en una pequeña ermita hasta el año 714 en que fue enterrada por temor a las campañas musulmanas en un lugar indicado por los hermanos segovianos San Frutos, San Valentín y Santa Engracia, junto con un cirio encendido, y descubierta en el año 1580 por un niño pastor vecino del cercano municipio de Viloria del Henar.
En 1958 el pontífice Pío XII la proclamó patrona de los resineros de España, y fue coronada canónicamente en 1972. Posee además la medalla de Oro de la Provincia de Segovia y la del Centro Segoviano de Madrid. Es también alcaldesa mayor de Cuéllar de forma perpetua y patrona de la Comunidad de Villa y Tierra de Cuéllar.

## Descripción

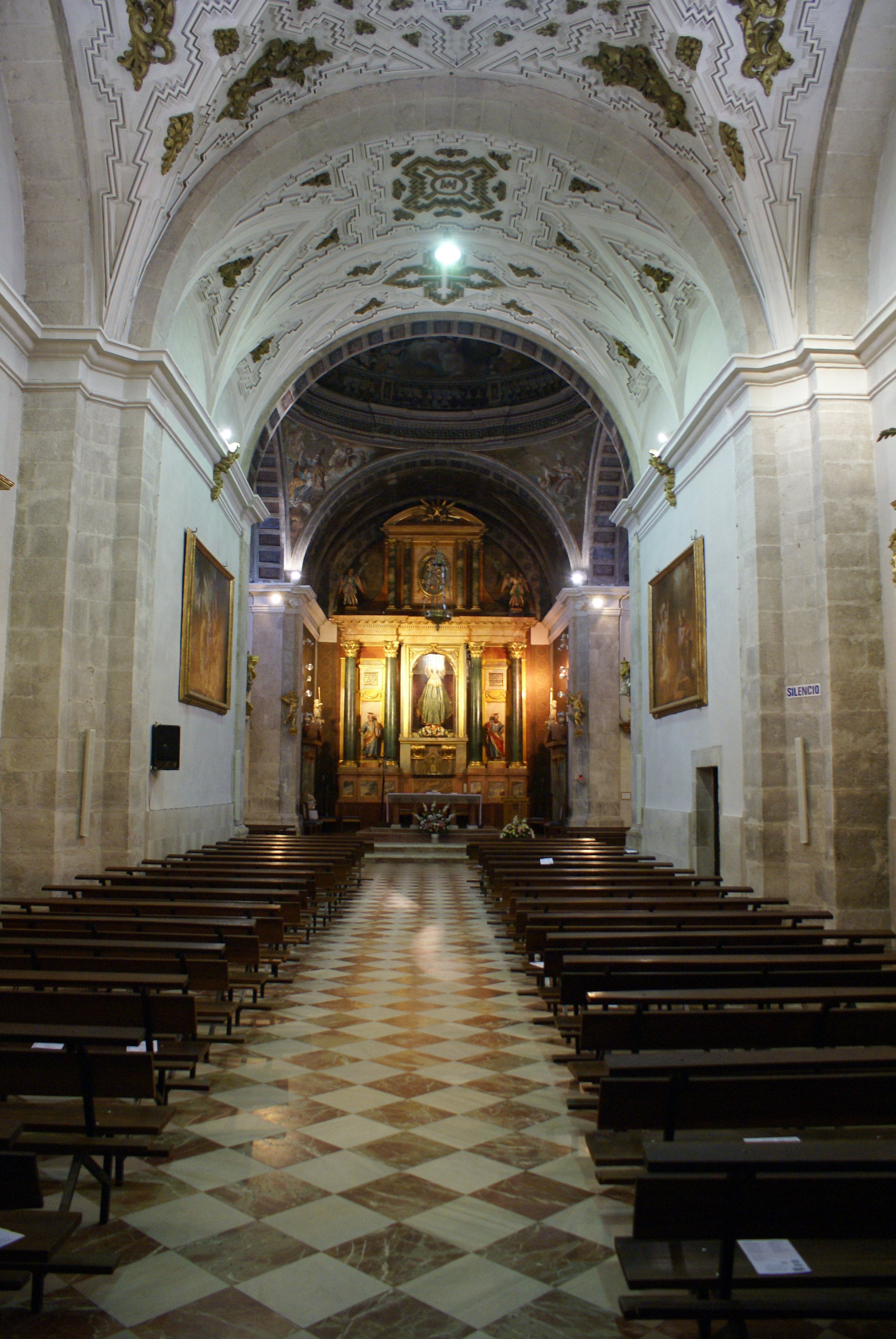
Interior de la iglesia

### Iglesia
La edificación es de mampostería, salvo un zócalo de sillares que la recorre en su totalidad. Tiene planta de cruz latina, siendo de una sola nave sin capillas laterales, algo estrecha en el cuerpo y con el crucero muy marcado. La nave se construyó hacia 1642. Los dos primeros tramos de la nave se cubren con bóveda de cañón con lunetos ciegos y el tercero con bóveda de arista, todas ellas adornadas con bonitos trabajos de terrajería.
En el segundo tramo de la nave se encuentran dos retablos semejantes, dedicados a la Virgen del Carmen y a los santos Cosme y Damián, de estilo rococó (1764)
El crucero, ejecutado algo más tarde que la nave, en 1754, hay dos retablos neoclásicos, de 1787, dedicados a San José y a San Antonio. El primero es atribuido a Pedro de Ávila, y el San Antonio es de la escuela de Mena. En el centro del transepto se alza una cúpula semiesférica sin linterna sobre pechinas, que no aparece al exterior por estar cubierta con un cimborrio cuadrado. Todas las bóvedas del crucero y del presbiterio están adornadas con pinturas al temple, ejecutadas por José Micot en 1797.
En la capilla mayor se alza un espléndido retablo neoclásico, (1784), de formas limpias y puras, hecho de madera estucada a imitación de mármol, que cobija en su centro la talla de la Virgen del Henar y las de S. Pedro y S Matías.
A la derecha del presbiterio está la sacristía, construida en 1759 que guarda una preciosa cajonería de nogal, hecha en 1765, adornada con rocalla y follajes, muy del gusto de aquella época, así como una fuente de piedra de 1773.
A la izquierda del presbiterio se halla la sala de exvotos, sala idéntica en planta a la sacristía en la cual se depositaban los regalos y exvotos que hacían los fieles en agradecimiento por la intercesión de la Virgen. Hoy es un pequeño museo exposición de objetos de culto como orfebrería y mantos de la talla.
Al fondo de la iglesia, se encuentran, desde enero de 2023, los restos de ocho beatos carmelitas O.Carm, mártires fusilados en 1936, beatificados en 2013, que anteriormente estaban en el claustro del convento.

### Convento
Comienza su construcción en 1799 como casa de hospedaje y comercio de mercancías finas en las romerías, siendo acabada su construcción en 1808.
La fachada principal consta de tres arcos de medio punto iguales, con columnas de sillares cuadrados, y ventanas cuadradas, toda ella en piedra blanca caliza, muy abundante en la zona. El claustro central del convento consta de dos pisos, con doble arquería de medio punto y potentes columnas cuadradas, cuarenta arcos en total idénticos a los de la fachada del convento, formando un conjunto armonioso, sin más decoración que la propia forma de los arcos. Ocupa 206 metros cuadrados, y para evitar las inclemencias del invierno en las dependencias conventuales, fue cubierto en su parte de luz por una gran campana de cristal en 1981.

### Camarín de la Virgen
De estilo neoclásico, es la dependencia que mejor ha conservado las características del arte del siglo XVIII en todo el conjunto. Fue realizado por el mismo arquitecto del crucero, José Borgas, y sus obras fueron llevadas a cabo en 1759. Posee una voluptuosa cúpula decorada con pinturas al fresco en 1797 por José Micot, y en ellas se refleja la leyenda de la aparición de la imagen, acompañada de temas bíblicos.
Preside la estancia un retablo dorado de estilo rococó, en cuya única hornacina se localiza el trono de la Virgen, que gira sobre su eje dependiendo el tipo de celebración. Se accede al trono por una escalera de mármol de Escobedo. Corona el retablo un lienzo de la Inmaculada, obra de Julio Ibáñez fechada en 1964, que sustituye a una pintura de Micot.

### Fuente “El Cirio”
Fuente de la cual continua manando agua. Según la leyenda, en dicho lugar hizo acto de presencia la imagen sagrada, se trataba de una talla con policromía con el niño Jesús sentado en su regazo datada del siglo XII. Se le atribuyen supuestas propiedades milagrosas, curativas o sanadoras "en llegando la Imagen à la Fuente del Cirio, haze dos ò tres milagros, y mas en ocasiones". En el exterior de la fuente encontramos tallada en piedra a la virgen y la leyenda de la virgen del Henar; en el interior y protegido por verjas se encuentra el cirio. Alrededor de la misma, los fieles colocan flores, o velas mostrando su devoción por la virgen y por el lugar.

## Festividades y celebraciones
La fiesta del Henar se celebra el domingo anterior al 21 de septiembre. La víspera se celebra la procesión o rosario de las antorchas, dotada de gran belleza y gran afluencia de fieles que portan su antorcha a lo largo de la multitudinaria procesión. El domingo siguiente se celebra la fiesta menor llamada "El Henarillo".